# Guerra gòtica (376-382)
La Guerra gòtica fou un conflicte ocorregut entre el 376 i el 382 que enfrontà a l'Imperi Romà d'Orient i l'Imperi Romà d'Occident amb teruings i greutungs, que es veien pressionats per l'avanç dels huns.

## Antecedents
Fritigern i Atanaric eren líders rivals dels teruings, i estaven dividits per qüestions religioses, atès que Fritigern s'havia convertit a l'arrianisme mentre Atanaric mantenia les creences ancestrals. La rivalitat es va convertir en guerra, en la qual Atanaric obtenia avantatge, va demanar ajuda romana. L'emperador Valent i l'exèrcit de campanya de Tràcia van intervenir la primavera del 367 travessant el Danubi a Transmarisca, fent-los fugir a les muntanyes dels Carpats, eludint l'avanç de l'emperador, que va tornar més avançat l'estiu. La primavera següent, una inundació del Danubi va impedir a Valent travessar-lo, i l'emperador va ocupar les tropes amb la construcció de fortificacions. El 369, Valent va travessar de nou, des Noviodúnum i va atacar els greutungs abans d'enfrontar-se amb els teruings, que va derrotar, però no va anorrear cap dels dos pobles. Després de tres anys de penúries per la guerra, els gots van demanar la pau i Atanaric va signar el tractat de Noviodúnum, que va marcar en gran manera les relacions entre gots i romans, incloent-hi el lliure comerç i l'intercanvi de tropes com a tribut.
El 370 els huns derrotaren als alans del Volga, que van ser també vençuts i forçats a servir en el seu exèrcit juntament amb altres pobles germànics. Les notícies relatades pels refugiats van posar els gots en peu de guerra, però quan en 376 els huns van travessar el Dnièster els greutungs van ser derrotats igualment.
Al contrari que els seus germans orientals, els teruings van tenir ocasió de fugir i la van aprofitar i Alaviv i Fritigern van demanar a Valent el 375 la protecció de l'Imperi Romà que van obtenir després d'assegurar que eren cristians i van conduir el seu poble a la riba sud del Danubi el 376, unint-se als taifals i els greutungs de Farnobius. S'estima que van travessar el Danubi 200.000 visigots i es van establir a Mèsia, en territori romà com a federats.
Durant l'any 377 Valent va romandre a Antioquia de l'Orontes. Amb tanta població en una àrea petita la fam va colpejar als gots, i Roma va ser incapaç d'abastir-los amb els aliments com se'ls havia promès o amb terra per conrear, sinó que els va dur a un camp de concentració envoltat per una guarnició romana, amb gra suficient només per a la guarnició, deixant-los gots morir de fam. Els romans van oferir dues alternatives: adquirir carn de gos a canvi de lliurar alguns dels seus com esclaus o anar a cercar menjar i la possibilitat de comeriar als mercats de la llunyana ciutat de Marcianòpolis. Alguns gots no tingueren més remei que emigrar cap al sud.
Quan finalment van arribar a les portes de Marcianòpolis, la guarnició militar els va negar l'entrada i el comes Lupicí i el dux Màxim els fustigaren amb les forces que comandaven i intentaven que tornessin a travessar el Danubi. Però per fer-ho van haver de servir-se dels soldats que vigilaven la frontera, que va quedar desguarnida, i Safrax i Alateu, els regents greutungs, se'n van adonar i van entrar a territori romà amb les seves forces, tot i que el permís els n'havia estat negat, i es van unir a Fritigern prop de Marcianòpolis.

## La Guerra

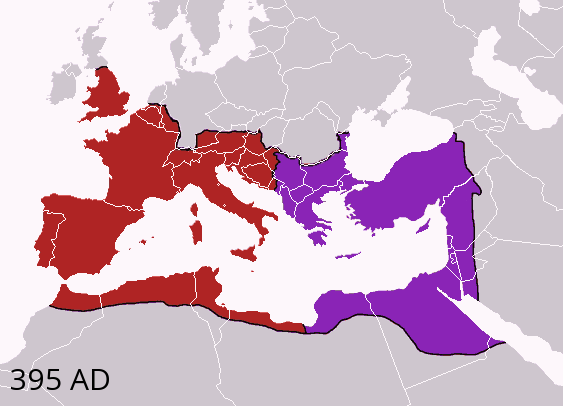
L'imperi romà l'any 377

L'exèrcit inicial de teruings i refugiats greutungs, compost per uns 110.000 guerrers, va créixer fins a la impressionant xifra de 155.000 homes i 11.500 genets sense que ho sabessin els romans. Lupicí va convidar Alaviv i Fritigern a un banquet a Marcianòpolis, que se suposava de reconciliació però va acabar en una batalla en la qual Alaviv i Lupicí van morir i els romans foren derrotats. Tota la tropa romana de Tràcia va desaparèixer i els teruings van dominar gran part de la província. Els teruings, que havien conservat les seves armes en travessar el Danubi, van aconseguir-ne més en les fàbriques d'armament atacades, esdevenint una amenaça formidable.
La revolta dels gots va agafar per sorpresa Valent a la ciutat siriana d'Antioquia de l'Orontes, des d'on planificava una campanya contra l'Imperi Persa que, com des de feia segles, discutia les fronteres romans a Pròxim Orient i donava suport a revoltes dels pobles locals contra Constantinoble. L'emperador va transvasar tropes veteranes des de la frontera oriental als Balcans i va demanar suport a Flavi Gracià, emperador de l'Imperi Romà d'Occident. Esperava vèncer als gots per gana, i va ordenar concentrar les reserves de menjar en les ciutats emmurallades, inaccessibles als atacants.
Valent va cridar les seves tropes d'Armènia, comandades pels generals Trajà amb la infanteria i Profurtus amb la cavalleria, i les tropes de Gracià, que va enviar Frigeridus, governador de Pannònia amb les seves tropes i reforços gals de Flavius Richomeres. A Adrianòpolis, on es va instal·lar el campament i es va guardar el tresor imperial destinat a pagar la campanya, es van reunir 7 legions, amb un nucli format per 5.000 veterans de les legions palatinae, l'elit de l'exèrcit romà del moment, ajudats pels auxilia palatinae i altres tipus d'auxiliars fins a arribar als 21.000 homes. Donant-los suport es van aplegar 28.000 auxiliars lleugers, amb poca o cap armadura.
Els romans es van enfrontar als gots en la batalla d'Els Salzes i poc més tard al grup de Farnobius, que morí en combat. Les pèrdues romanes foren tan grans que van deixar el camí obert als gots, que pel seu costat també van tenir moltes baixes. La guerra va continuar i el 9 d'agost de 378, Fritigern va venjar, en la batalla d'Adrianòpolis en la qual Valent va morir la derrota dels seus parents en la batalla de Naïssus de 109 anys abans. La victòria de Fritigern va portar als teruings a obtenir el control de gran part del Balcans.
Gracià va encomanar el seu govern al general hispà Flavi Teodosi, que va dirigir una campanya de dos anys, amb la qual va aconseguir derrotar els visigots i negociar un pacte en 382 amb el seu nou cap, Atanaric, que tornava a restituir com foederati a Mèsia. Fritigern havia mort per causes naturals l'any anterior. Tot i que el nou pacte suposadament retornava la situació al statu quo inicial, el cert és que ja no tornaria a ser igual per als gots ni per als romans.

## Conseqüències
Després d'Adrianòpolis, els visigots van ser plenament conscients de la seva força i van continuar extorsionant els romans cada vegada que els semblava convenient. Qui va arribar més lluny amb aquesta política va ser Alaric I, que aspirava a ocupar un càrrec important en el govern de l'Imperi d'Orient i en no veure resoltes les seves demandes, sotmeté els Balcans a una nova campanya de saquejos, arribant a entrar a Atenes. Només va cessar en el seu afany quan Rufí, el tutor ostrogot del fill de Teodosi, el va reconèixer com a Magister militum de la província d'Il·líria i va forçar els visigots a instal·lar-se en unes terres menys riques i fèrtils que les que deixaven enrere, i que a sobre eren disputades pels Imperis d'Orient i Occident.